# Дієцезія Антиполо

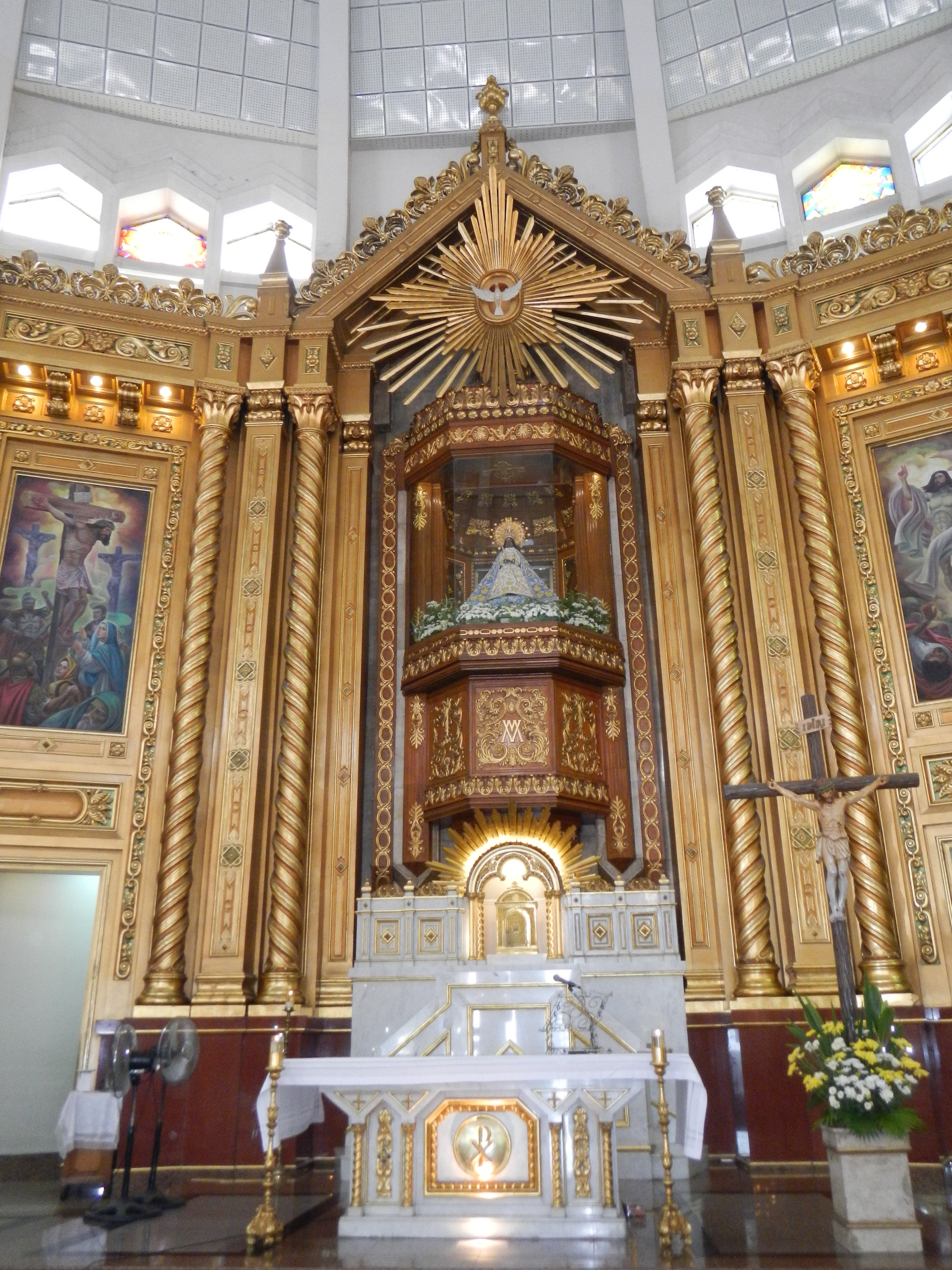

14°35′15″ пн. ш. 121°10′37″ сх. д. / 14.5876° пн. ш. 121.177° сх. д.
Дієцезія Антиполо (лат. Dioecesis Antipolensis) — дієцезія Римо-Католицької церкви з центром у місті Антиполо, Філіппіни. Дієцезія Антиполо входить в митрополію Маніли. Кафедральним собором дієцезії Антиполо є церква Непорочного Зачаття Пресвятої Діви Марії.

## Історія
24 січня 1983 року Римський папа Іван-Павло II випустив буллу «Quoniam in recte», якою заснував дієцезію Антиполо, виділивши її з архиєпархії Маніли.

## Ординарії єпархії
- Єпископ Protacio Gungon (1983–2001);
- Єпископ Crisostomo Yalung (2001–2002);
- Єпископ Gabriel Villaruz Reyes (2002 — по теперішній час).